# Lago Nambino
Il lago Nambino è un lago alpino del Trentino nord-occidentale. Si trova a 1767 metri di quota nel parco naturale Adamello Brenta, a circa 2 km dal centro abitato di Madonna di Campiglio, nel comune di Pinzolo.